# No hay más
«No hay más» es una canción de la cantante chilena de pop Nicole Natalino que se lanzó como sencillo el 28 de julio de 2008, en su debut como solista luego de su paso por el grupo Kudai.
La canción fue lanzada en la radio Hit 40 en el programa "Rayos y Centellas", además de en sucursales de la cadena en Latinoamérica.
El tema fue escrito, compuesto y arreglado por Guz y Dr. Alfa. Fue un éxito rápido, colocándose en los primeros lugares de las radios de Chile y más tarde entrando en las radios de Argentina, Bolivia, Perú, México, Ecuador, Venezuela y Colombia. Además, la canción fue nominada a los Premios 40 Principales de España.

## Lanzamiento como sencillo
Esta supone su regreso a la música luego de dos años y medio ante la espera de sus fanáticos que la seguían por Facebook y Fotolog. Nicole presentó su primer sencillo en la radio Hit 40 en el programa "Rayos y Centellas" donde se dispuso luego en la página web de la estación dos versiones el tema original y una versión acústica para descargar, Nico además hizo su primera interpretación en vivo del tema completamente acústico. Además de Chile, el sencillo se lanzó en cadenas de Latinoamérica que esperaban su regreso debido al prestigio que se ganó durante su estancia en Kudai en el primer ciclo de internacionalización de la banda.

## Letra
El tema habla de resurgir nuevamente luego de haber cerrado una etapa muy importante. En su sitio web oficial dijo:

En trabajos pasados  tuve la oportunidad de hablar de experiencias adolescentes, vivencias juveniles, ahora quise darme la oportunidad de tocar temas que me gustan e identifican, cosas más personales, algo más propio. Este primer single habla de situaciones de vida que pasan y que de las que uno con mucho optimismo y fuerza sale de adelante,  se para y sigue.

En una entrevista a Wow confesó que se eligió como primer sencillo por su etapa cerrada en Kudai en lo personal aunque en otra entrevista a EMOL dijo: 

"No tiene que ver específicamente con el grupo. Uno siempre está cerrando Cosas y haciendo cosas nuevas, y mi etapa en Kudai no es el único ciclo que él cerrado".

Se le asoció con el sonido de Kudai Nico sabría que eso pasaría al respecto dijo: 

"Lo asumi Desde el primer momento en que parti, de a poco se va a ir marcando el sello Nico aunque el me da lo mismo que siempre me relacionen con grupo".

Quien además senteció 

"me pone feliz que me digan ex Kudai porque fue un trabajo que hice con mucho cariño, le puse mucho empeño y creo que lo que han logrado ellos también es parte de un pedacito que hice yo.

## Video musical
El rodaje se llevó a cabo el 9 de septiembre en una casona deshabitada ubicada en el antiguo barrio de El Salto, y estuvo bajo la dirección de Los Felipes (Felo Fonce, Felipe Sepúlveda, y Rodrigo Pérez) videístas jóvenes quienes han trabajado con otros artistas importantes de la escena local como Lucybell, Los Tetas, Super Nova, Los Bunkers y Delisse, entre otros.
Al principio del vídeo aparece una niña se coloca los audífonos de su Reproductor pone y juega al tema seguido de esto aparece una casa abandonada hace Nico entrada y empieza a ordenar, una limpiar, decorar. También aparece cantando sentada en el sillón con el lugar completamente nuevo, al mismo tiempo aparece cantando afuera de la casa tendida en el pasto, en el minuto previo al coro final parece con el lugar aún sucio y con todos los muebles tapados de pronto en el momento Aparece final de la banda de Nicole Natalino debutando con ella Mientras arregla los últimos detalles termina por cantar el último coro junto a su banda vestida de manera más humilde y sencilla, la temática gira en torno a la re-invención y empezar de cero.
Nico, al respecto, dice:

"Desde el primer momento en que uno ve el video, su luz y sus colores son lo que más llaman la atención. Siento que transmite muy bien cómo soy yo y cómo me siento en este momento, en el que he regresado a la música ", señaló Nicole.

Participaron en el videoclip su banda completa compuesta por: Ra Díaz (Bajo), Juan Carlos Raglianti (batería), Patricio García (Guitarra eléctrica) y Alekos Vuskovic (Guitarra acústica), además de Teresita que fan Torres ganó un concurso para actuar como extras en el video en los Cazahits Programa de la Hit 40.
El video se entrenó entre finales de septiembre y comienzos de octubre de 2008 el video se rotó en Zona Latina, Vía X y más tarde MTV.

## Recepción
El tema fue nominado en Los 40 Principales de España siendo la primera artista en ser nominada con apenas sonando una canción.
Un año después se le nominó en Los Premios MTV 2009 en la categoría Mejor Artista Centro Nuevo.

## Trayectoria en las listas musicales
"No hay más" apareció en Chile Top 20 el 23 de septiembre de 2008 en el n.º 17 el 14 de octubre "No hay más" se encontraba en el puesto n.º 9 y una semana más tarde el 21 de octubre No hay más sube al puesto n.º 3 arrebatándoselo a "Ángel del Pasado" del grupo Natalino que se quedó en el puesto 5 (paródicamente el vocalista del grupo Natalino es el hermano de Nicole Cristián dando nombre al grupo con el apellido).

### Listas
| Lista (2008)                  | Máxima Posición |
| ----------------------------- | --------------- |
| Chile Top 20                  | 3               |
| 100 + Pedidos MTV Centro 2008 | 95              |